# The Rose, Vol. 2
The Rose, Vol. 2 je album izašao 2005. godine a na kome se nalazi Tupakova poezija. Na ovom albumu Tupakova poezija je iskorišćena na način da je direktno pretvorena u pesme, ili je citirana ili je samo poslužila kao inspiracija za pesme koje izvode poznati izvođači. Ovo je drugi Tupakov album koji sadrži njegovu poeziju. Prvi je bio The Rose That Grew From Concrete i na njemu su Tupakovu poeziju recitovali poznati izvođači.